# Arklow
Arklow (irisch An tInbhear Mór) ist eine Stadt im County Wicklow an der Ostküste Irlands, etwa 80 km südlich von Dublin. Aufgrund der geografischen Nähe zur Hauptstadt und der recht guten Verkehrsanbindung ist Arklow in den letzten Jahren auch für Pendler interessant geworden.

## Geographische Lage
Arklow liegt an der Mündung des River Avoca in die Irische See. Eine Steinbrücke aus neunzehn Bögen überspannt den Fluss, durch den die Stadt in einen südlichen Hauptteil und das nördliche Gebiet Ferrybank zweigeteilt wird.

## Geschichte
Der englische Name Arklow geht auf eine Siedlung der Wikinger aus dem 9. Jahrhundert zurück und setzt sich zusammen aus den Namen eines Häuptlings (Arn Kell) und lo für eine niedrig liegende Wiese. Der irische Name bedeutet die große Mündung.
Im 12. Jahrhundert siedelten hier die Anglonormannen, und ihr Anführer Theobald Fitzwalter bekam die Stadt und das Schloss zugesprochen. 1264 erhielt der Dominikanerorden ein großes Landgebiet, auf dem er eine Abtei gründete. Das Gebiet ist auch heute noch als Abbeylands bekannt. 1285 ersetzte Theobald Fitz-Walter IV. die Holzfestung durch eine steinerne Burg.
1649 erreichte Oliver Cromwell mit seiner Armee Arklow auf dem Weg nach Wexford, nachdem er Drogheda eingenommen hatte. Die Stadt kapitulierte ohne Kampf, und Cromwell ließ die Burg zerstören.
Während der Irischen Rebellion von 1798 kam es mit der Schlacht von Arklow zu einer der blutigsten Auseinandersetzungen: Am 9. Juni 1798 griff eine geschätzte 10.000 Mann starke Rebellenarmee das von britischen Kräften gehaltene Arklow an. Die Stadt war evakuiert worden und wurde von ca. 1700 Mann unter Francis Needham verteidigt. Trotz der zahlenmäßigen Übermacht gelangten die Rebellen nicht in die Stadt und erlitten erhebliche Verluste. Es gab mindestens 1000 Tote, einer der wichtigsten Anführer der Rebellen, Friar Michael Murphy, starb bei den Angriffen. An die Opfer erinnern zwei Mahnmale in der Stadt.

## Gegenwärtige Entwicklung
Durch den wirtschaftlichen Aufschwung Irlands kann auch Arklow seit den 1990er-Jahren kräftiges Wachstum verbuchen. Es entstanden – nicht zuletzt durch den Bedarf der in Dublin arbeitenden Pendler – auch zahlreiche neue Wohngebiete wie z. B. Woodlands oder Knockmore.
Im Oktober 2007 wurde mit dem Bridgewater Center in Ferrybank ein neues großes Einkaufszentrum eröffnet, das auch wieder ein Kino nach Arklow bringt.

## Wirtschaft
Arklow ist vor allem für seine maritime Geschichte bekannt. Es war Haupthafen der Austern- und Heringsfischerei in Wicklow. Seit 1864 wurden in der Werft von John Tyrell Schiffe gebaut, darunter die Gypsy Moth III von Francis Chichester (erster Gewinner des Observer Singlehanded Transatlantic Race) und die TSV Asgard II (das irische Segelschulschiff). Die Werft ist mittlerweile geschlossen. Das Maritime Museum gibt auch heute noch über diese Vergangenheit Auskunft.
Ab 1895 bis kurz nach dem Ersten Weltkrieg war in Arklow Kynoch Munitions Works, eine große Munitionsfabrik beheimatet. Von 1934 bis 1999 wurde von Arklow Pottery, später von Noritake übernommen, Geschirr und Zierkeramik hergestellt. Nach deren Niedergang wurde ein Werk für Keramikfliesen eröffnet.
In den 1960er-Jahren wurde eine Düngemittelfabrik der staatlichen Gesellschaft Nítrigin Éireann Teoranta in Arklow angesiedelt. Später in ein Joint Venture mit 51 % staatlicher Beteiligung unter dem Namen Irish Fertilizer Industries eingebracht, musste die Fabrik im Jahr 2002 nach 37 Jahren Produktion schließen.
2003 kündigte Airtricity Irlands erste Offshore-Windfarm an, die 10 km vor der Küste von Arklow entstehen sollte. Der Arklow Bank Wind Park wurde offiziell am 26. Mai 2005 eingeweiht.

## Infrastruktur
Arklow liegt an der Strecke von Dublin zum Fährhafen Rosslare Harbour. Die ehemalige Nationalstraße N11, die durch die Stadt führte, wurde aber seit einigen Jahren durch die Autobahn M11 ersetzt. Die ehemalige N11 wurde zur Regionalstraße R772 herabgestuft.
Wie in Irland üblich, wird der Personenfernverkehr überwiegend von Bus Éireann abgewickelt.
Arklow ist allerdings auch an die Bahnstrecke zwischen der Hauptstadt und Rosslare angeschlossen, diese wird von Iarnród Éireann bedient.
Für den Nahverkehr steht ein Stadtbus, der Arklow Town Bus bereit.

## Städtepartnerschaft
Seit 1983 ist Arklow mit der französischen Stadt Châteaudun im Département Eure-et-Loir verschwistert.

## Persönlichkeiten
- Kate Tyrrell (1863–1921), Kapitänin und Schiffseignerin
- Ron Delany (* 1935), Mittelstreckenläufer und Olympiasieger
- Róisín Murphy (* 1973), Musikerin und Sängerin des Duos Moloko